# Aurensan (Alti Pirenei)
Aurensan è un comune francese di 768 abitanti situato nel dipartimento degli Alti Pirenei,  nella regione dell'Occitania.

## Società

### Evoluzione demografica
Abitanti censiti